# 검무예

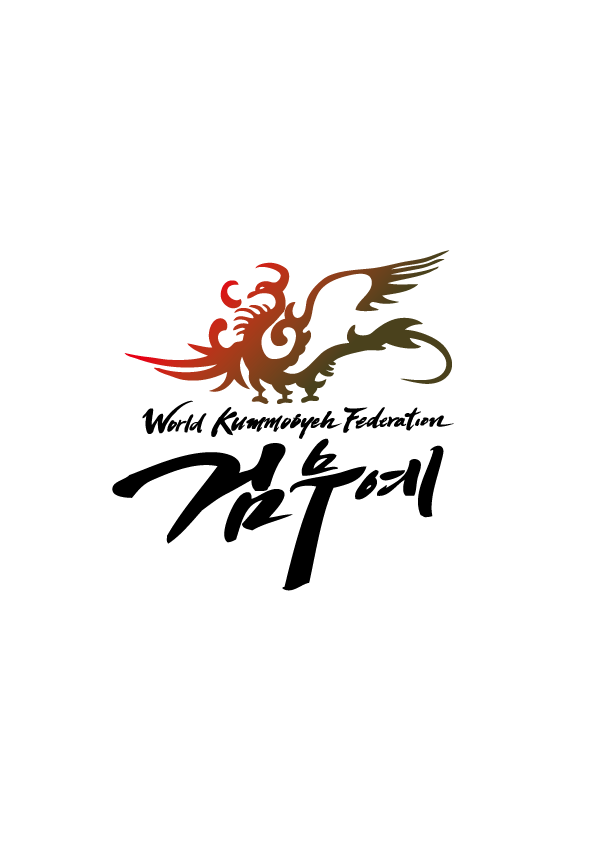
검무예 공식로고

검무예(영어: Kummooyeh)는 검을 사용하는 모든 무예를 뜻한다. 일성 정복수 선생에 의해 창설되었고, 단순히 검에 대한 기술적인 분야 뿐만 아니라 정신을 수련하는 무예이다. 조선시대 이후로 단절되어버린 칼의 기술기법을 보다 체계적이고 과학적으로 확립하고 칼의 문화를 널리 보급하기 위하여 오랜 시간 연구하며 완성되었다. 이에 등패, 월도, 활쏘기 등을 프로그램에 넣어 쉽고 재미있고 화려하고 호신(실전성)이 되는 무예이다.

## 상세
한민족은 예부터 검은 잡기를 물리치고 액운을 막아 준다하여 검(劍)을 신성이 여겨왔으며 전통무예로서 검무예를 계승해왔다. 검을 구분함에 있어 한쪽 날의 칼을 도(刀)라 하고, 양쪽날의 칼을 검(劍)이라 구분하였으며, 날이 있는 모든 도구를 통틀어 칼 또는 검(劍)이라 칭하기도 하였다.
검무예는 예도(안법, 보법, 방법, 검법, 격법, 자법, 세법, 검무)를 중점으로 구성 되었으며, 무예도보통지에 수록되어 있는 검법6기(예도, 쌍수도, 본국검, 제독검, 쌍검, 등패)와 충(忠), 효(孝), 예(禮), 의(義)의 정신을 바탕으로 모든 검의 기술, 기법과 예를 겸한 수련의 과정이다.

일성 정복수 : 검무예의 창시자

## 명칭
검은 고대로부터 현대에 이르기까지 동·서양에서 여러가지 수단으로 활용되어 왔다. 그러나 우리나라에서는 검도, 검술, 도법 등과 같이 여러가지 이름으로 혼용되는 상황이다. 최근에는 검도 앞에 제각각의 이름을 붙여 해동검도, 본국검도 등으로 불리고 있으나, 원래 중국은 술, 일본은 도, 한국은 예를 써왔다. 중국은 무술(검술, 창술) 일본은 무도(유도, 검도) 한국은 무예(24반무예, 궁중무예, 검무예)로 정해진 명칭이 있으나, 일제강점기를 통해 들어온 검도, 예도 등 일본 문화로 인해 도자를 붙이게 된 것이다. 각 단체들이 서로 전통무예를 표방하는데 있어 가장 중요한 것이 명칭이라고 볼 때, 전통검무예를 표방하는 단체는 검도가 아닌 검무예로 불리는 것이 바람직할 것으로 보인다.

## 검무예 정신
- 진취적인 정신 - 스스로 나아가서 새로운 일을 이룩하는 것 (적극적)
- 호연지기의 정신 - 공명정대하며 부끄러움 없는 넓고 큰 마음 (포용력)
- 호국의 정신 - 나라를 지키려는 정신
- 효의 정신 - 예의 근본인 부모를 섬기는 정신
- 극기의 정신 - 나약함은 극복하고 담력을 기르는 것

## 검무예 수련

### 특징
계단식 수련체계로 검리에 크게 벗어나지 않으며 현대에 맞게 흥미와 건강을 지킬 수 있으며 누구나 쉽게 할 수 있는 가족 무예이다.

### 수련체계

#### 월도
월도는 동선이 크고 파괴력을 중점에 두며 회전법에서 세가 연결되는 특징이 있다. 찌르기 보다는 베기에 적합하게 만들어 졌으며 박력이 넘치는 무기이다.

#### 활쏘기
한국의 활은 정교하고 미려함이 다른나라의 활에 비할 수 없이 뛰어나고 유래 또한 깊다.
- 한국의 활은 짧지만 휨이 좋아 빨리 멀리 나가고 빠른 특징을 가지고 있다.
- 한국의 활쏘기는 유네스코에 등재되었다.

#### 등패
등패는 왼손에든 방패를 들고 오른소에는 요도를 사용하는 무술이며, 검무예는 등패검법, 격검, 등으로 수련 프로그램이 짜여 있다.

#### 검법
무예도보통지에 수록된 다양한 검법과 전래된 고유의 검법을 실전적이며 과학적 이론을 바탕으로 고안하였다. 심신을 단련하고 전통문화의 소중한 체험을 할 수 있도록 교육적으로 체계화하여 실용적으로 구성되있고, 수련 중 자연스럽게 활인검 정신을 수양할 수 있다. 손잡이를 두 손으로 쥐고 수련하는 쌍수검법에서 한 손으로 수련하는 편수를 거쳐 쌍검법까지 난이도가 높아지는 체계적인 수련법은 실전을 바탕으로 심신의 건강을 추구하는 수련법이다.

#### 교전
검형의 수련만으로 채득하기 어려운 실전적인 겨루기의 기능을 상대와의 다양한 공방에 따라 체득할 수 있다. 검법의 원리와 신체의 기능을 향상시키고 약속된 형을 반복 체득하면서 상대와의 거리, 검의 기법등을 익혀 검법의 실제화를 통한 승패의 원리를 배운다. 그리고 상대의 반응에 따른 대처법을 익혀 기술향상을 도모하고 상호 보완적인 발전을 통해 상대에 대한 존중의 예법을 자연스럽게 체득할 수 있도록 구성되어 있다.

#### 베기
고정 및 이동상태의 다양한 물체 베기를 통하여 검법과 교전의 수련에서 얻을 수 없는 검의 흐름과 역학적인 원리의 묘미를 체험할 수 있다. 세계검무예연맹만의 과학적인 이론과 실기를 현대적인 진검 수련법으로 정리하여 기존 검도수련의 한계성을 극복하고 오랜 세월 동안 역사적인 경험으로 완성된 진검 사용법에서 한층 발전된 현대적인 실전 베기 수련 체계로 구성 되어 있다.
다양한 방법을 통한 다양한 물체 베기는 현대인의 스트레스 해소 및 심리적 정화작용을 도모하고 검의 위력을 가시적으로 확인 시켜 자신의 기량을 극대화 시킬 수 있다. 따라서 이 베기 수련법은 검무예 수련 체계 중 일부분으로서 검법수련과 교전수련에서 얻을 수 없는 여러 가지 장점을 익힐 수 있으며 검법과 교전, 베기 수련은 검무예 기량의 증진을 위한 필수 과목이라고 할 수있다.

#### 호흡과명상수련
모든 무예의 기본자세 수련은 필수이고 고난도의 기법도 결국은 기본자세의 응용 발전된 모습이며 기본기를 튼튼히 해야 평생 검무예 수련의 밑바탕이 될 수 있다. 올바른 호흡법이 수반되지 않으면 수준 높은 기법을 구사하기 어려우며 단전호흡을 통한 정신 집중력 향상은 생활 무예로서의 기능을 한층 강화시켜 나가는 장점이 될 수 있다. 단전호흡과 병행하는 좌선의 수련 전 명상법은 몸과 마음을 차분히 하여 평상심을 유지하면서 수련에 임하게 만들고 수련이 끝난 후의 명상법은 수련시의 격렬한 상태의 심신을 안정 된 상태로 되돌리는 자연스러운 호흡의 명상법을 실시한다.